# Szent Család római katolikus templom (Kazincbarcika)
A Szent Család templom Kazincbarcika legfiatalabb római katolikus temploma. Egyházi jelentősége mellett a templom kiemelkedő geometriai szépsége is figyelemre méltó - a főhajó ellipszis alapú egyenes henger, melyet különleges (és Magyarországon egyedülálló) ácsmunka, egy fél ellipszoid kupola zár le.

## Az egyházközösség története a XX. század közepétől
A katolikus hívek 1939-ig a sajószentpéteri, majd pedig az újonnan szervezett berentei plébániához tartoztak fíliaként.
1954-ben Kazincbarcikát várossá nyilvánították.
Az egyházközség 1982-ben lett önálló plébánia.
1993-tól pedig az egyházmegyék átrendezése következtében a Kazincbarcikai Esperesi Kerület Központja.
1996-tól kezdve Bánhorváti és Dédestapolcsány, majd Berente, Sajógalgóc és Sajókaza egyházközségeit is a kazincbarcikai plébánia látja el. A hívek lelki gondozását a plébánoson kívül egy kinevezett káplán és egy állandó diakónus is végzi.

## A templom építése (2003-2007)
2003 augusztusában kezdődött el a templom alapozása, október 11-én volt az ünnepélyes alapkő letétel Dr. Seregély István érsek úr közreműködésével. Decemberben befejeződhetett az altemplom födémrészének betonozása.
2004-ben az oldalfalak  építése zajlott, az év végéig a kupola tartói a helyükre kerültek és ezek szigetelése is megtörtént.
2005-ben a templom külső részét klinker téglával burkolták be. A kupola is megkapta a végleges formáját és védelmét, a fémből készült tető felszerelését. Ebben az évben elkezdődtek a belső gépészeti munkák: a villany és fűtés szerelése, a hangosítás, a tűzvédelmi rendszer, ajtók-ablakok beépítése és a belső vakolat véglegesítése.
2006-ban tavasszal a torony építése is elkezdődött, körülbelül egy év múlva a sisak rákerült a toronyra, megható  esemény volt, amikor a harangok toronyba költöztetek. A templom déli oldalán a Stációk részére lett kialakítva hely, ahol a Keresztutat lehet végezni, ezt  a területet esztétikus kerítés védi. A templom előtti díszburkolat is emeli a templom szépségét.
A templom északi oldalán van hely a leendő plébániának, és kiépített parkoló várja a gépkocsival érkező híveket.
2007. augusztus 25-én került sor a templom felszentelésére.

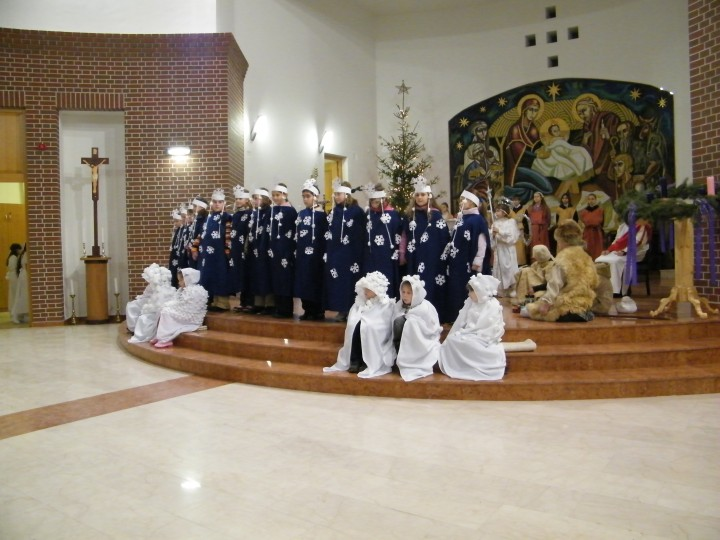
Az Árpád Fejedelem Tagiskola karácsonyi műsora a templomban (2009)

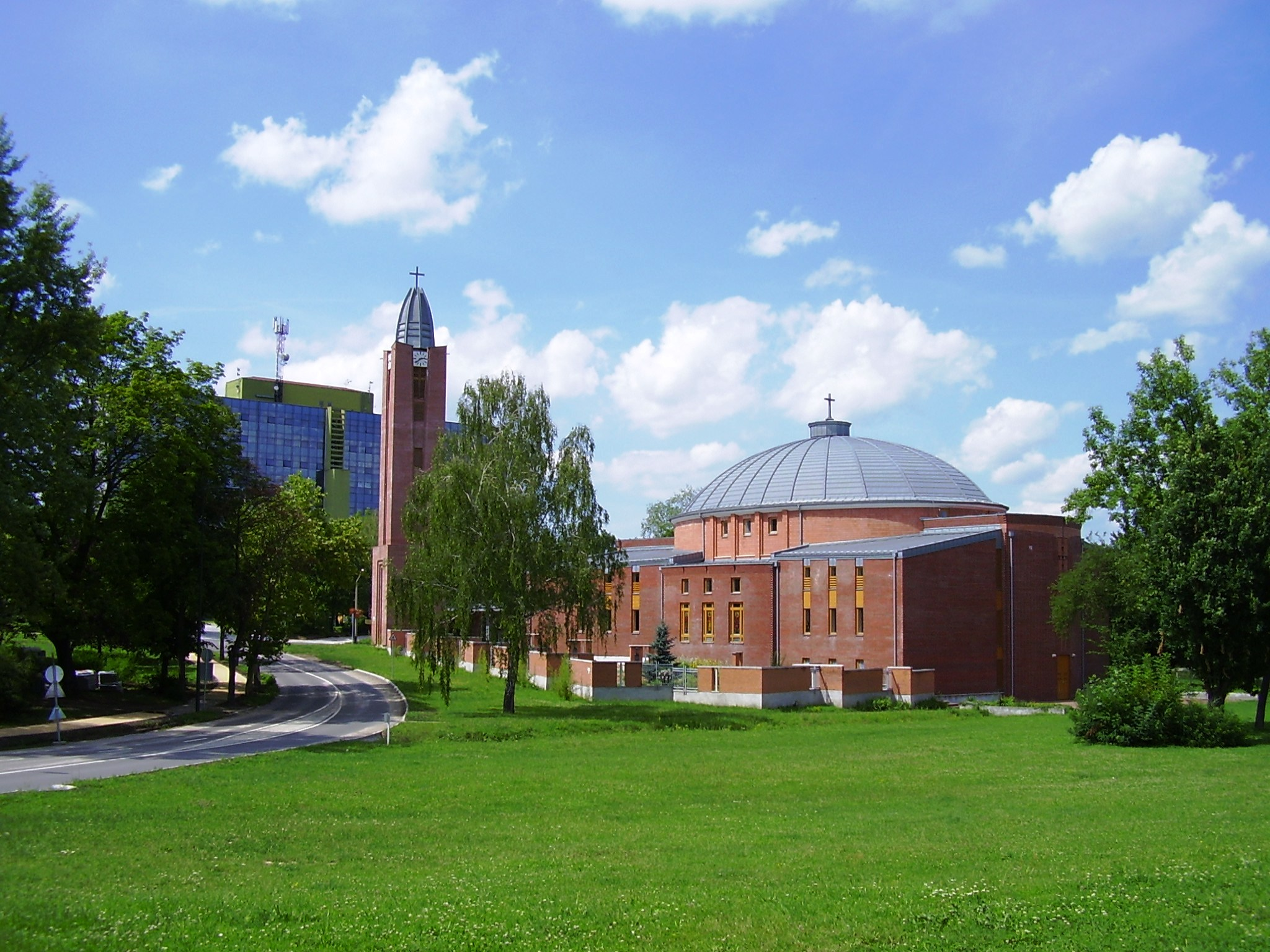
A templom 2014-ben

## A templom bemutatása
A telek alapterülete: 6000 m², az altemplom nettó alapterülete 516,65 m², a földszint nettó alapterülete 836,16 mm², míg a kórusszint 357,03 m²-es. Az épület nettó alapterülete összesen 1444,84 m². Templom magassága 16,5 m.
A főoltár mögött helyezkedik el a Szent Család mozaikkép, mely Puskás László görögkatolikus lelkész, festőművész alkotása. Az üvegablakokon magyar szentek és neves egyházi személyiségek láthatók. 2009-ben új orgonát kapott a templom.
Kisebb létszámú szentmisék tartását szolgálja a Mária-kápolna. Három közösségi terem található az emeleten. A torony külön áll a templomtól, a magassága 33 méter, és ebben 3 harang lakik. A harangok Lengyelországban készültek, összsúlyuk: 620 kg. A nagyharang a Szent Család, a középső Szent Erzsébet, míg a legkisebb a Szent Imre. Az altemplomban 1950 urnahely található.

## Kazincbarcikán szolgáló lelkipásztorok (1982–)
Plébánosok
- 1982–1993 Juhász István (1964-től kihelyezett majd önálló lelkész)
- 1994–2001 Dr. Medvegy János
- 2001–2002 Ivancsó István
- 2002–2011 Iváncsy Balázs
- 2011–2020 Vitális Gábor SDB[2]
- 2020–2025 Tran Si Nghi Ferenc SDB[3]
- 2025– Gnana Pragasam Derosi Raja SDB[4]

Káplánok
- 1996–1999 Pásztor Paszkál
- 1999–2000 Nemoda Zoltán Ákos
- 2000–2002 Dr. Artner Péter
- 2002–2004 Árvai Zoltán
- 2004–2007 Matyi Péter
- 2007–2010 Lipcsák János
- 2010–2012 Andrási Zoltán[5]
- 2012–2020 Varga László SDB[6]
- 2021–2023 Kirner Antal Zoltán
- 2023– Kővári László Károly SDB[7]

## Képgaléria

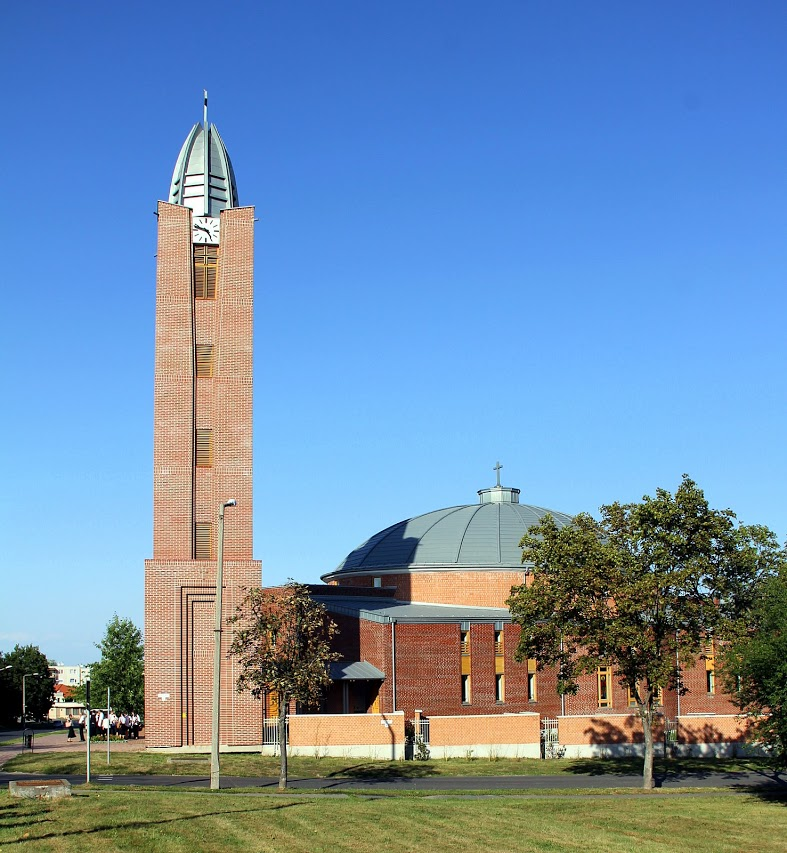
A 33 méteres torony
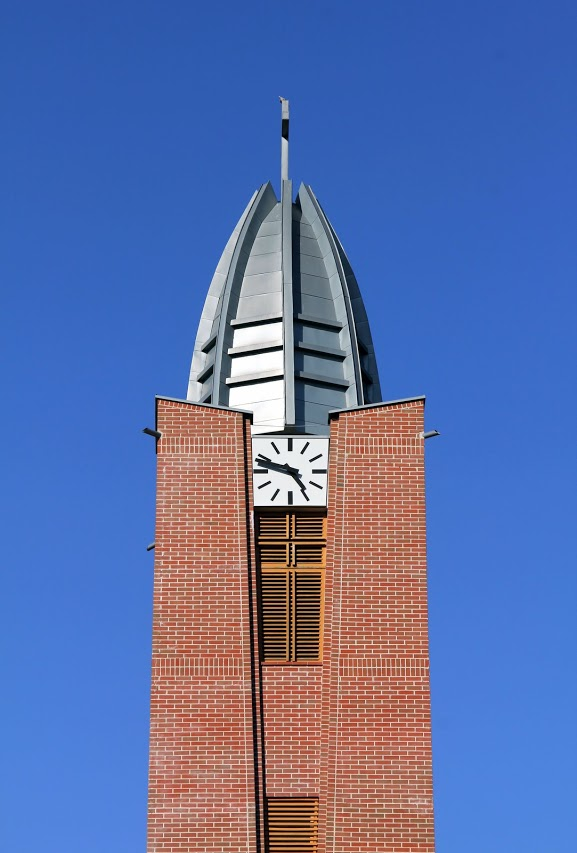
A toronysisak
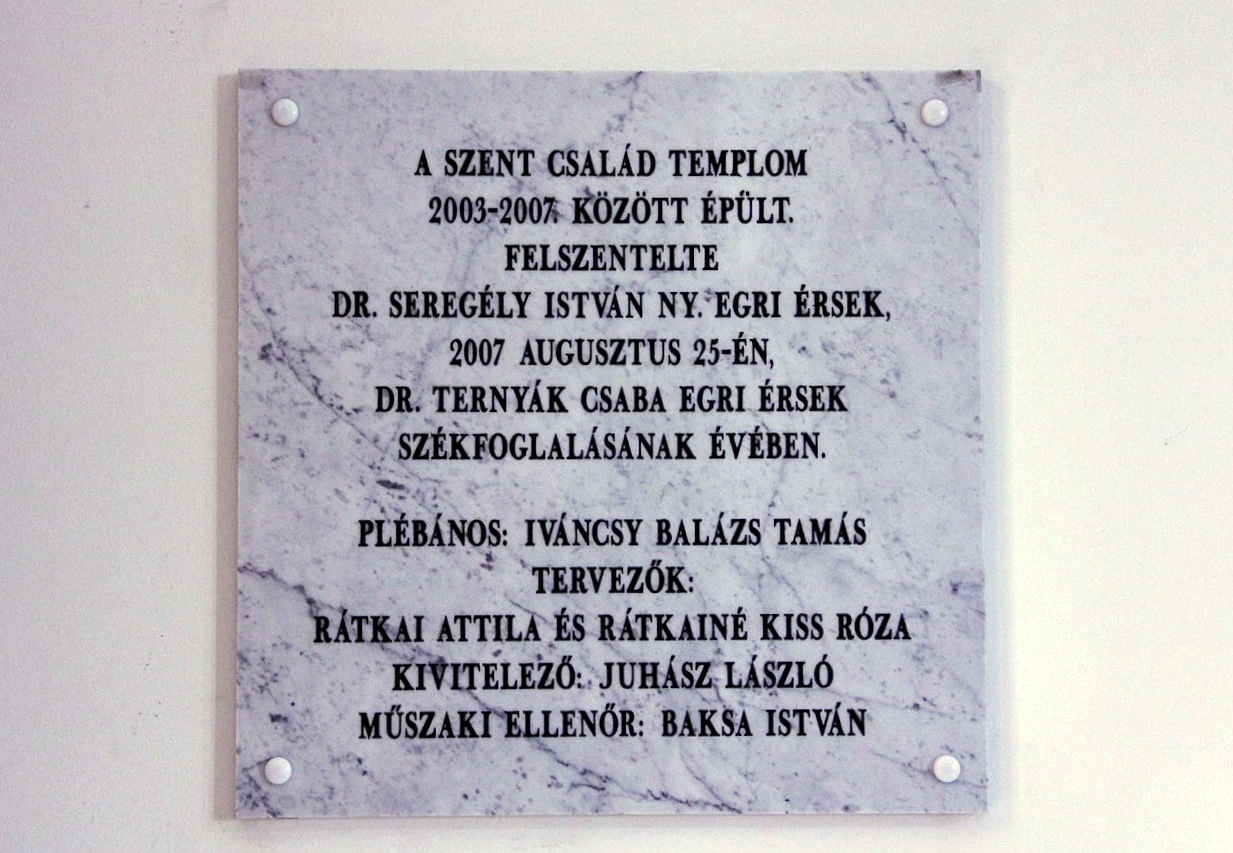
Emléktábla a templom építéséről
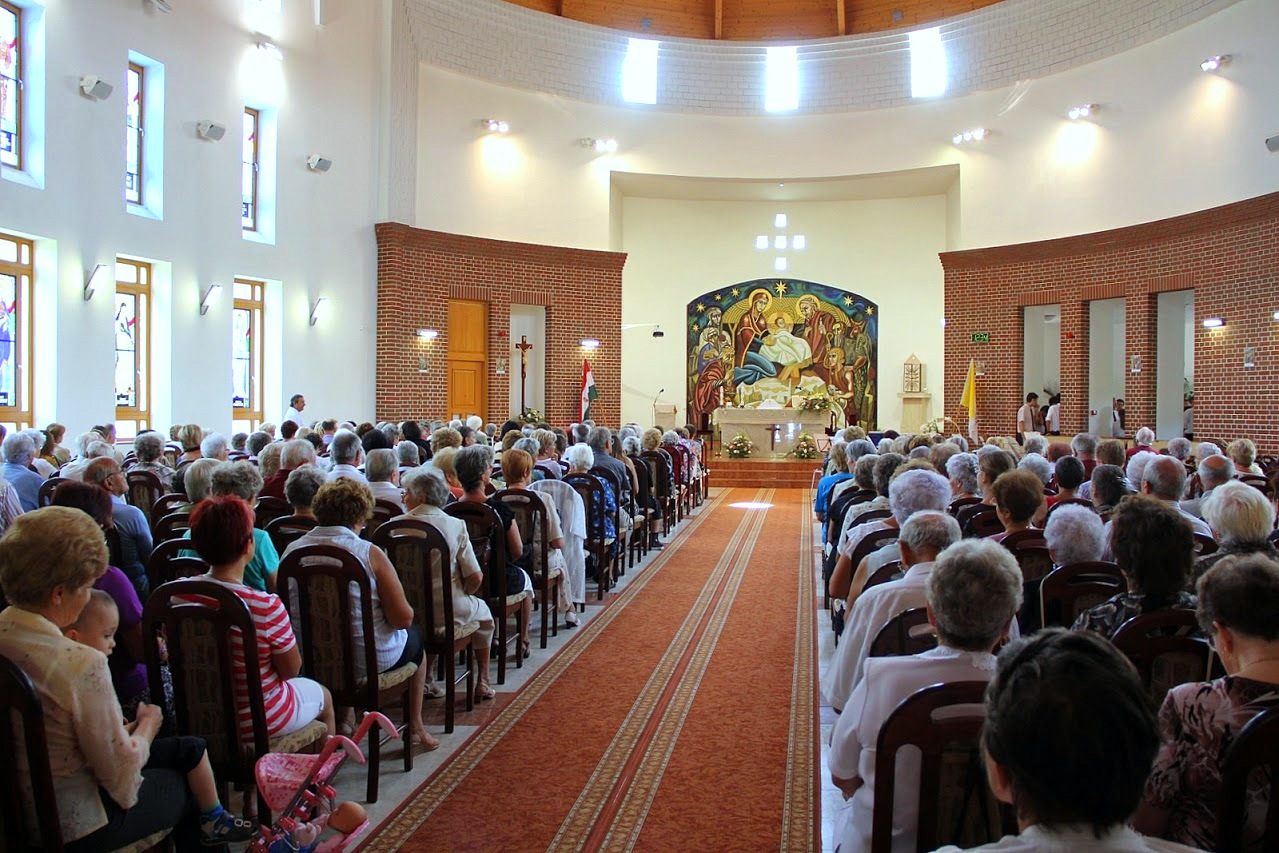
Templombelső
A Szent Család mozaikkép
Az üvegablakok
Keresztúti stáció, Fülöp Tibor kovácsmester alkotása, 2016
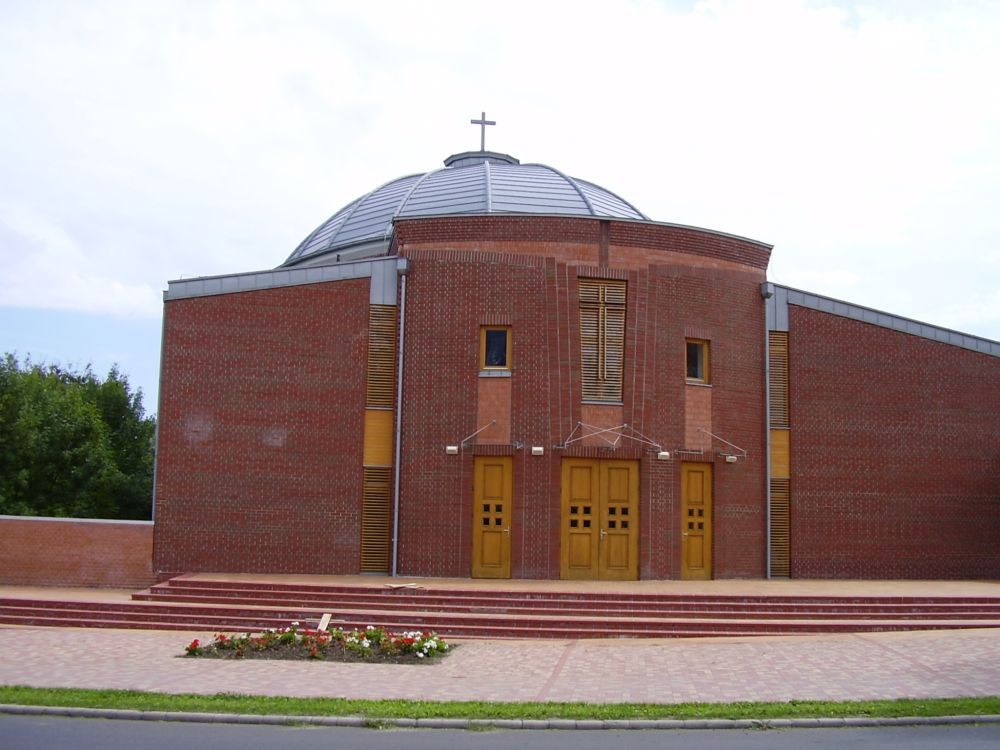
A templom főbejárata